# Ортахисар (вилает Невшехир)
Ортахисар (на турски: Ortahisar, в превод: „Средна крепост“) е малък град в община Юргюп, вилает Невшехир, Турция. Намира се в историческата област Кападокия, на около 20 километра източно от столицата на вилаета, град Невшехир, и на около 2 км от общинския център Юргюп. През 2015 година градът има 14,262 жители.

## Забележителности
Забележителност на града е 90-метровата скална цитадела в центъра, наречена от жителите Сиврикоя. Цитаделата е типичен пример за изсечено в меката вулканична скала укрепление, ползвано през византийско време от местното гръцко население за защита от арабските нападения. В близкия град Учхисар има друга такава крепост, издялана в скалата в най-високата част на града.
Друга забележителност на Ортахисар е Джамбазлъ Килисе (Църквата на акробатите) с фрески, датирани от XIII век, която в съвременността се ползва за складово помещение. В периферията се намира един от характерните за Кападокия приказни комини, в който е издълбана Юзюмлю Килисе (Гроздовата църква) от VIII или IX век, специфична с изображенията на лози и образа на Дева Мария на трон с бебето Исус.

## Икономика
Ортахисар традиционно има голямо значение за селското стопанство в Кападокия и цяла Турция. Освен изсечените в скалата постройки, Ортахисар се характеризира с множество семпли постройки, които си приличат по грубия си външен вид – изградени от блокове от вулканичен туф, обикновено без хоросан и в голямата си част са само на един, най-много два етажа. От ранни времена тези сгради са ползвани за хранителни складове, основно за плодове и зеленчуци, тъй като целогодишно поддържат постоянна температура от около 10 °C. Цитрусови плодове, ябълки, картофи, лук от цяла Турция се карат в Ортахисар, съхраняват се в сградите от туф и по-късно се транспортират нататък; голяма част от Турция, включително и европейската част, се снабдяват с плодове от този район.